# ويل كيمب
ويل كيمب (بالإنجليزية: Will Kemp)‏ هو ممثل بريطاني، ولد في 29 يونيو 1977 في المملكة المتحدة.

## أعمال

### أفلام
- (2004) فان هيلسنج[1]
- (2007) ميجيل وويليام

### مسلسلات
- عهد

## وصلات خارجية
- ويل كيمب على موقع IMDb (الإنجليزية)
- ويل كيمب على موقع ألو سيني (الفرنسية)
- ويل كيمب على موقع ميوزك برينز (الإنجليزية)
- ويل كيمب على موقع أول موفي (الإنجليزية)
- ويل كيمب على موقع قاعدة بيانات برودواي على الإنترنت (الإنجليزية)
- ويل كيمب على موقع قاعدة بيانات الأفلام السويدية (السويدية)
- ويل كيمب على موقع قاعدة بيانات الفيلم (الإنجليزية)
- ويل كيمب على موقع كينوبويسك (الروسية)